# Tabassaranen

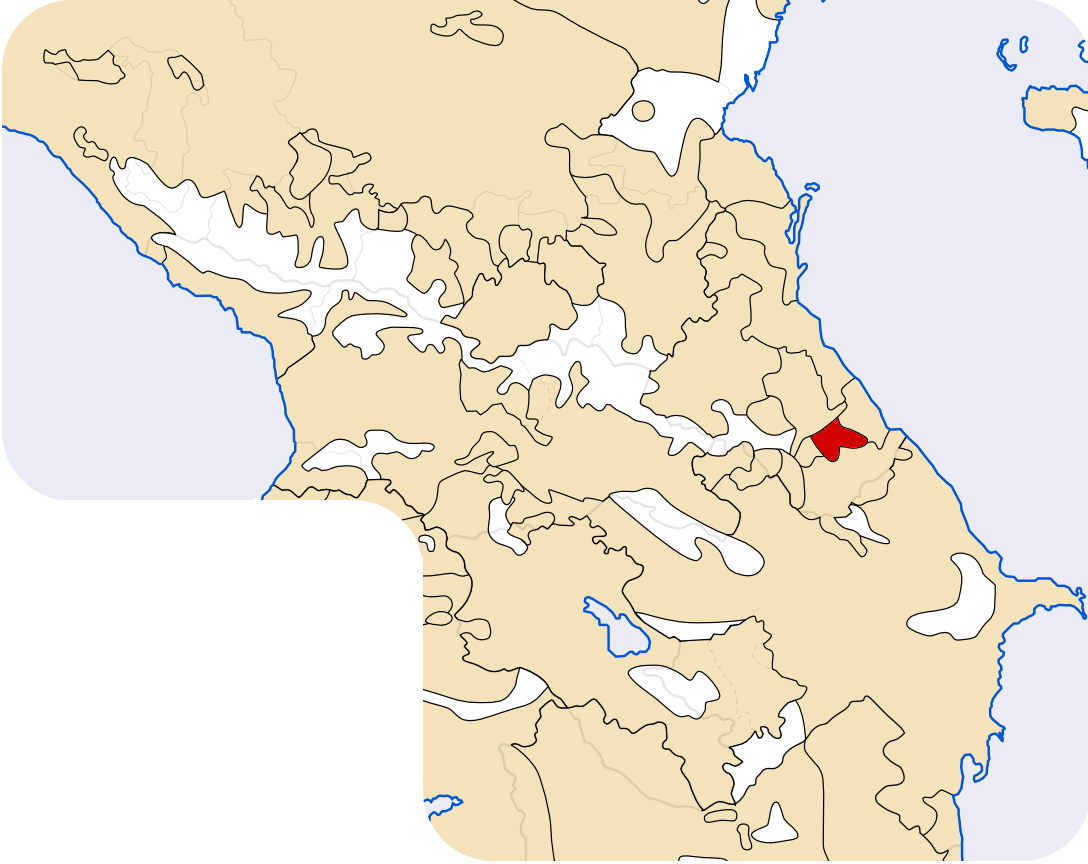
Siedlungsgebiet der Tabassaranen in Kaukasien

Die Tabassaranen sind ein Volk in der russischen Republik Dagestan. Sie umfassten bei der russischen Volkszählung 2010 in Dagestan 118.848 Menschen, was 4,1 Prozent der Bevölkerung in dieser Republik ausmacht. Sie leben im gebirgigen Süden der Region, ihr Zentrum ist die Stadt Chutschni nahe Derbent. In ganz Russland kam die Volkszählung des Jahres 2010 auf 146.360 Tabassaranen.

## Geschichte
Armenische Historiker erwähnten ein Volk Tavaspare im 5. Jahrhundert, bis zum 13. Jahrhundert bildeten sie einen unabhängigen Staat. Später gehörten sie zum Chanat von Derbent, 1806 kamen sie mit ganz Dagestan zu Russland.
Die Tabassaranen sind sunnitische Moslems. Sie nahmen nach der Eroberung der Region durch die Araber im 8. und 9. Jahrhundert den islamischen Glauben an, obgleich sich frühere Traditionen bis heute halten (zum Beispiel Feierlichkeiten beim Pflügen und Säen oder die Verehrung alter Bäume).
Neben Landwirtschaft und Viehzucht (Weidewirtschaft in den höheren Regionen) war die Handwerkskunst verbreitet. Tabassaranische Teppiche waren einst berühmt. Im Zuge der Kollektivierung der Landwirtschaft und der Auflösung der dörflich-patriarchalischen Strukturen in den 1940er-Jahren ist jedoch viel von der Kultur der Tabassaranen verloren gegangen.
Die Gesellschaft des Landes Tabassaran bestand aus mehreren politisch autonomen Dorfbündnissen (arab. maḥāll für „Viertel“ genannt), die von Ältesten (kavxa oder kevxa) geleitet wurden. Den Beks (Adel) unterstanden nicht nur die Dörfer der Dorfbünde, sondern auch einige Dörfer mit Leibeigenen, von denen 1894 17.000 gezählt wurden. Sie wurden auch raʿāyā genannt. Daneben gab es mehrere jüdische Gemeinden. Das älteste Fürstentum in Tabassaran war das Maysumat mit dem befestigten Hauptort Dscharag, dessen Herrscher den Titel „Maysum“ oder „Maʿṣūm“ (von arab. für „der Sündenfreie“, auch „der Unfehlbare“ oder „der Unverletzliche“) trugen. Dazu trat spätestens im 17. Jahrhundert, wahrscheinlich eher, im Nordteil der Kadi-Staat mit dem Hauptort Chutschni, dessen Herrscher den erblichen Dynastietitel „Qāḍī“ oder vereinfacht „Kadi“ (arab. für „Richter“) trugen.

## Sprache
Die tabassaranische Sprache gehört zu den kaukasischen Sprachen. Sie ist eng mit dem Lesgischen, der Sprache der Lesgier, verwandt. 1932 wurde eine Schrift für die Sprache geschaffen, zunächst mit Lateinschrift, ab 1938 mit dem kyrillischen Alphabet.

## Bekannte Personen
- Rustam Usmanowitsch Muradow (* 1973), russischer Generaloberst
- Jelena Gadschijewna Issinbajewa (* 1982), russische Leichtathletin, Olympiasiegerin im Stabhochsprung